# بلید رانر
بلِید رانر (به انگلیسی: Blade Runner) فیلمی پادآرمان‌شهری، نئو نوآر و علمی-تخیلی محصول ۱۹۸۲ آمریکا به کارگردانی ریدلی اسکات و با بازی هریسون فورد و روتخر هاور است.
داستان این فیلم برداشتی آزاد از رمان آیا آدم‌مصنوعی‌ها خواب گوسفند برقی می‌بینند؟ نوشتهٔ فیلیپ کی. دیک است.

## داستان فیلم
دکارد (هریسون فورد) از طرف نیروهای پلیس کلان-شهر لس آنجلس در سال ۲۰۱۹ مأموریت دارد که آدم مصنوعی‌ها (موسوم به رپلیکانت یا آدم‌واره) را که حضورشان بر روی کره زمین ممنوع است، شناسایی و تعقیب و خطرشان را از جامعه زمینی رفع کند. تا اینکه چند رپلیکانت متواری، مخفیانه وارد لس آنجلس گردیده و سعی در نفوذ به داخل شرکت تایرل کورپوریشن می‌کنند؛ یعنی همان شرکتی که آن‌ها را به وجود آورده‌است.

## عنوان فیلم
در رمان آیا آدم‌مصنوعی‌ها خواب گوسفند برقی می‌بینند؟ اثری از اصطلاح «بلید رانر» وجود ندارد. به همین دلیل دربارهٔ عنوان این فیلم ابهاماتی به وجود آمده. ماجرای این عنوان از این قرار بود که در سال ۱۹۷۸ نویسنده آمریکایی آلن ئی نورس، رمانی جنایی به نام بلید رانر منتشر کرد. رمان دربارهٔ افرادی بود که تجهیزات پیشرفتهٔ پزشکی را به پزشکانی که عضو شبکه‌های غیرقانونی بودند، می‌فروختند. از این نظر می‌توان این اصطلاح را به "قاچاقچی تیغ جراحی" ترجمه کرد. یک سال بعد از انتشار این رمان، ویلیام اس بوروز امتیاز آن را خرید و بر اساس آن فیلمنامه‌ای نوشت و آن را به ریدلی اسکات ارائه کرد. این فیلم‌نامه به مرحله تولید نرسید ولی امتیاز استفاده از عنوان بلید رانر برای ریدلی اسکات محفوظ ماند. 
هنگام ساخت فیلم، از آنجا که شخصیت گوسفند برقی در فیلمنامه وجود نداشت، اسکات مجبور شد یک عنوان جدید برای کارش انتخاب کند. به نظر ریدلی اسکات، بلید رانر می‌توانست اسم رمز خوبی برای واحد شکارچیان آدم مصنوعی‌ها باشد و به همین دلیل این عنوان را برای فیلم انتخاب کرد.

## موسیقی فیلم
موسیقی بلید رانر اثر ونجلیس آهنگساز یونانی است. قسمت‌هایی از آهنگ متن به همراه نسخه دوم ویرایش شده فیلم در سال ۱۹۹۳ اضافه گردید.
همچنین در سال ۲۰۰۷ همزمان با بیست و پنجمین سالگرد تولید فیلم مجموعه ای تحت عنوان سه‌گانه بلید رانر، حاوی سه لوح فشرده از موسیقی متن فیلم و بخش‌های ارائه نشده منتشر شد.

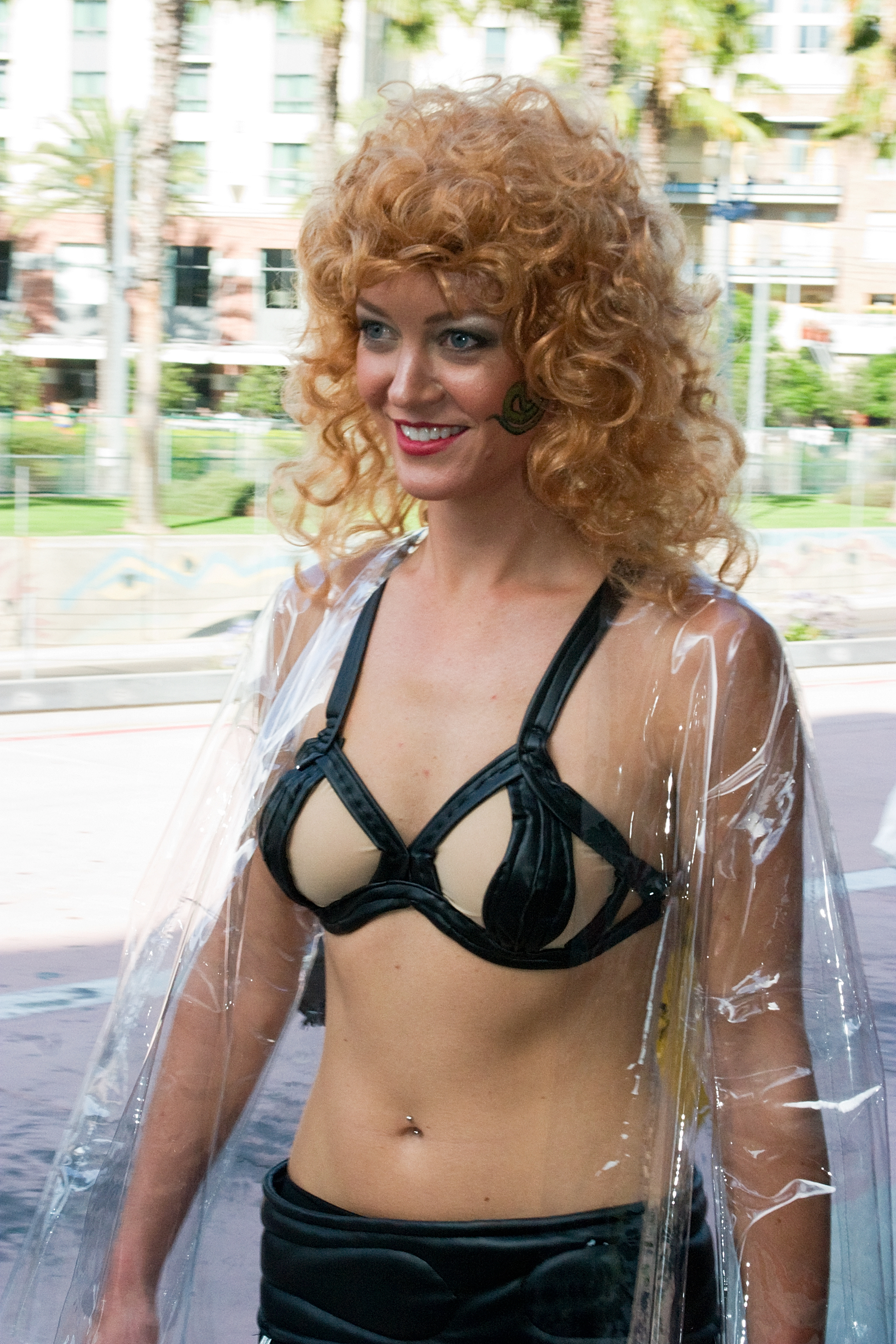
سکانس مشهور فیلم، اشک‌های در باران

## استقبال
مؤسسه فیلم آمریکا این فیلم را در زمره یکصد فیلم برتر تاریخ سینما قرار داده‌است.
فیلم نمایش و روایت تاریکی از شهر لس آنجلس سال ۲۰۱۷ را به تصویر می‌کشد. منتقدین سینمایی در سال‌های اولیه پس از به تصویر آمدن فیلم بر روی پرده از این فیلم انتقادات بسیار نمودند، اما با گذشت زمان محبوبیت فیلم رفته رفته اوج گرفت تا جاییکه برخی این فیلم را برترین فیلم تاریخ سینما شمرده‌اند.
روزنامه گاردین نیز در مقاله‌ای ادعا کرده که در یک نظرسنجی از تعدادی دانشمند، این فیلم مورد پسندترین فیلم تاریخ از نظر آنان شناخته گردیده.

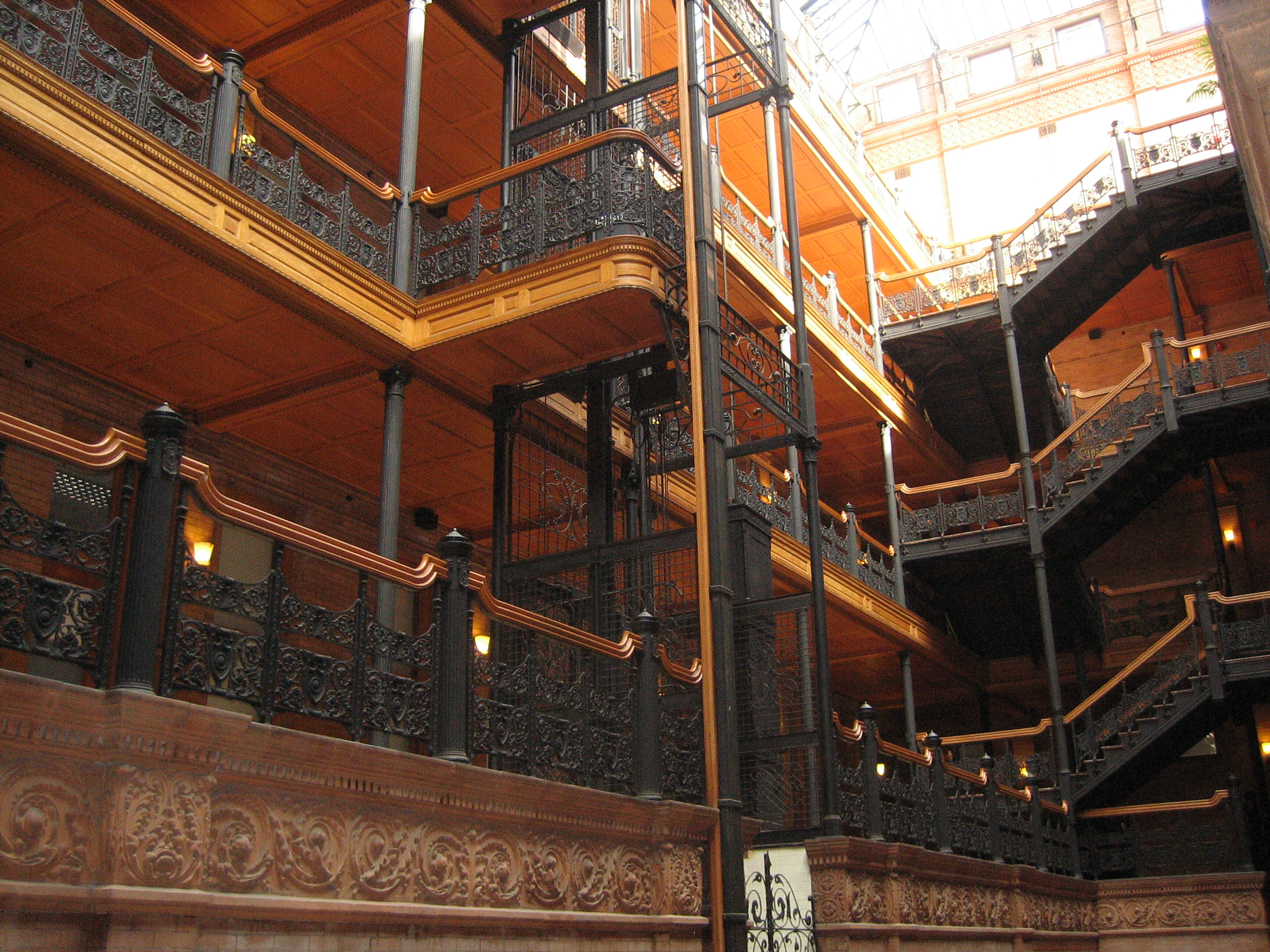
منزل بردبری در شهر لس آنجلس، محل فیلمبرداری چند سکانس مهم فیلم

در زمان نمایش فیلم به خاطر همزمانی با اکران فیلم ET به این اثر کمتر توجه شد و به سختی هزینه فیلم برگشت اما گذر زمان نشان داد که ارزش‌های این فیلم تا چه حد بالااست هم‌اکنون این اثر در مدارس سینمایی تدریس می‌شود ریدلی اسکات در تدوین‌های بعدی صدای راوی را حذف کرد و یک رؤیا به خواب دکارد اضافه کرد که مسیر فیلم را کاملاً عوض می‌کند. استقبال از فیلم اخیراً به حدی رسیده که سازندگان فیلم در صدد تولید نسخه‌ای جدید (نسخه سوم) از فیلم برآمدند که بر روی ۵ دی‌وی‌دی بوده و حاوی صحنه‌های اضافه تر است. این نسخه در فستیوال فیلم ونیز در ایتالیا به نمایش درآمد. این نسخه به نسخهٔ ۲۰۰۷ شهرت یافت.

## بلید رانر ۲
کارگردان و برخی عوامل بلید رانر از برنامه‌ریزی برای تولید نسخه جدید و ادامه این فیلم تحت عنوان بلید رانر ۲ در سال ۲۰۱۵ خبر داده‌اند.

در اواخر سال ۲۰۱۳ ریدلی اسکات کارگردان فیلم در مصاحبه ای با مجله امپایر گفته‌است: 
«بله، ما هم‌اکنون مشغول کار بر روی بلید رانر ۲ هستیم و شروع عملیات اجرایی آن دیر یا زود انجام خواهد شد.»
همچنین هریسون فورد در تاریخ ۸ اکتبر ۲۰۱۳ نیز در مصاحبه ای تصویری با بخش خبر سایت آی‌جی‌ان گفت:
«من و ریدلی اسکات در این باره با هم صحبت کرده‌ایم و خوشحال خواهم شد که دوباره با او همکاری کنم تا ادامه و خاتمه داستان بلید رانر را بیان کنیم.»
کیتی پری خواننده مشهور پاپ آمریکایی که شباهت بسیاری به راشل بازیگر نقش زن بلید رانر با بازی شان یانگ دارد، در چند مصاحبه مکتوب و تصویری اعلام کرده بود که عاشق اجرای نقش راشل در فیلم بلید رانر ۲ است و در صورت درخواست ریدلی اسکات این نقش را قبول خواهد کرد.
این فیلم نهایتاً با عنوان "بلید رانر ۲۰۴۹"به کارگردانی دنی ویلنوو و نویسندگی مایکل گرین و همپتون فانچر ساخته و در سال ۲۰۱۷ اکران شد؛ و همچنین خبری از حضور کتی پری در این فیلم نبود.